# Djala
Djala (auch: Djebel Djaala, Jebel Jala) ist ein Berg der Zentralafrikanischen Republik.

## Geographie
Der Berg liegt im Bongo-Massiv an der Grenze der Präfekturen Haute-Kotto und Vakaga, südlich von Ouanda Djallé. Er erreicht eine Höhe von 1045 m, wobei sich mehrere Gipfel eher wie Hügel aus der umliegenden Hochebene erheben.